# Montbochier
Mont Bochiér (en francès Montboucher) és una localitat i comuna de França, a la regió de la Nova Aquitània, departament de la Cruesa.
La seva població al cens de 1999 era de 344 habitants. Està integrada a la Communauté communes de Bourganeuf-Royère-de-Vassivière.

## Demografia
| 1968 | 1975 | 1982 | 1990 | 1999 |
| ---- | ---- | ---- | ---- | ---- |
| 484  | 428  | 377  | 356  | 344  |

## Administració
| Període | Identitat          | Partit |
| ------- | ------------------ | ------ |
| 2001-   | Christian Pateyron | PS     |